# Reiner Polder
Reiner Polder (* 24. Februar 1955) ist ein ehemaliger deutscher Fußballspieler.

## Werdegang
Der Mittelfeldspieler Reiner Polder begann seine Karriere bei Alemannia Bökenförde aus Lippstadt. Im Sommer 1979 wechselte Polder dann zum TuS Schloß Neuhaus aus Paderborn in die Oberliga Westfalen. Mit den Neuhäusern wurde Polder drei Jahre später Meister und schaffte den Aufstieg in die 2. Bundesliga. Er gab sein Zweitligadebüt am 7. August 1982 bei der 0:2-Niederlage der Neuhäuser gegen den SV Waldhof Mannheim. Am Saisonende stieg Polder mit seiner Mannschaft als Tabellenletzter ab. Er absolvierte 24 Zweitligaspiele und erzielte dabei zwei Tore. Im Sommer 1984 verließ er Schloß Neuhaus mit unbekanntem Ziel.
Von 2006 bis 2010 trainierte Reiner Polder den Lippstädter Amateurverein Rot-Weiß Horn. 